# 草津白根山

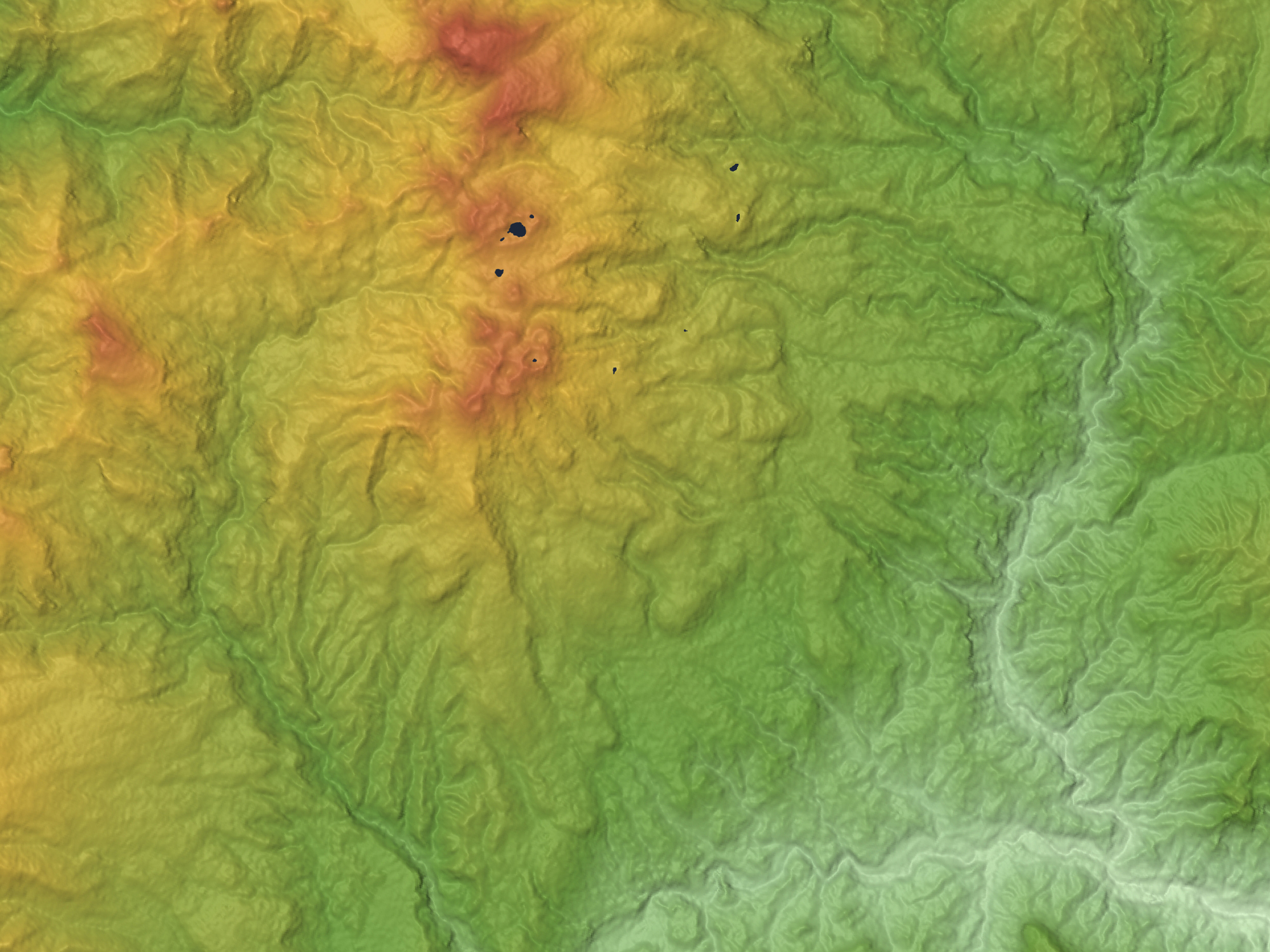
草津白根火山の地形図

草津白根山（くさつ しらねさん）は、日本の北関東、群馬県吾妻郡草津町に所在する活火山である。標高は2,160メートル。正式名称は白根山であるが、他の白根山と区別する必要のある場合の名称として地域名「草津」を冠した草津白根山の名で呼ばれる。また、近隣の逢ノ峰と本白根山を含めた三山の総称とすることもあり、この場合は標高2,171メートルの本白根山が最高峰となる。一つの火山の山体として捉える際は後者の考え方をとる（特に2018年の本白根山での噴火以降は、後者の意味で扱われることが増えている）。

## 特徴
山頂付近は白い山肌が広がっているのが特徴であるが、1882年の噴火以前は火口付近まで緑が広がっていたという。山頂付近には複数の火口湖が形成され、湯釜、水釜、涸釜と呼ばれている。かつて、山腹にはいくつかの硫黄鉱山が存在し、鉱山跡が現在も残っている。
火山山体として捉えると多数の火口と溶岩噴出口が山頂付近に集まった単成火山群的な特徴を有する。約5000年前の噴火で形成された火口は北東-南西方向に数本の列で並ぶ。

### 湯釜

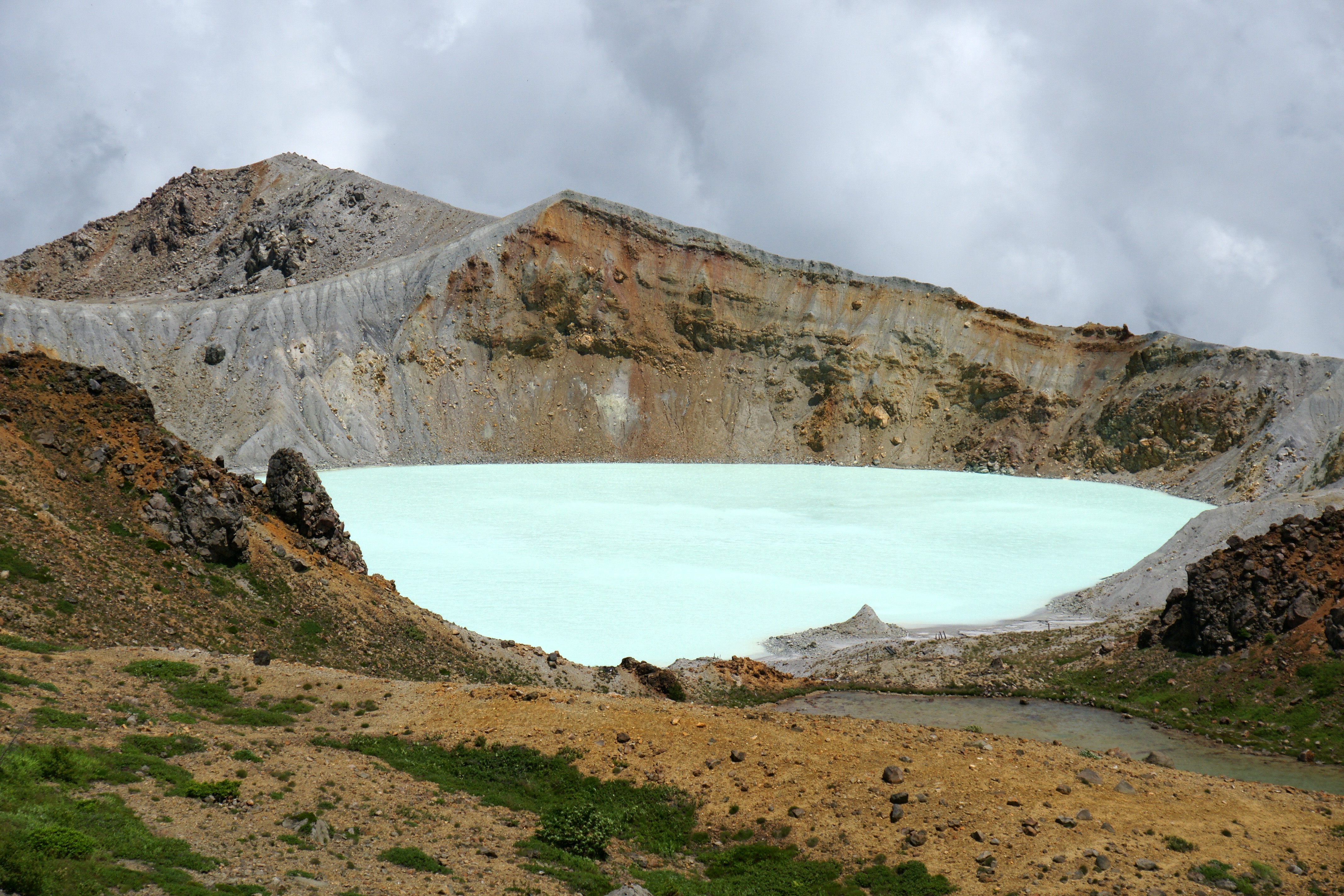
湯釜

湯釜（ゆがま）は、直径約300メートル、水深約30メートル、水温約18℃の火口湖である。pHが1.0前後であり、世界でも有数の酸性度が高い湖と言われている。これは火山ガスに含まれる塩化水素や二酸化硫黄が水に溶け込み、塩酸や硫酸となったためと考えられている。湖水は白濁した青緑色を呈する。湖水に溶け込んでいる鉄イオンや硫黄などが特定の波長の光を吸収するため、このように見えると考えられている。
湖底や沿岸には硫黄が沈殿しており、戦前から1960年頃まで鉱山会社によって採取されていた。同時に噴気孔から噴出する硫黄分を含む蒸気からの硫黄採取も行われており、湖岸には硫黄運搬用のトロッコやリフトが敷設され、事務所や作業所が立ち並んでいた。噴火にともなう高温の蒸気や火山性ガスによって鉱山労働者に死傷者が出ることもしばしばあったという。
火口縁には湯釜を望む展望台が設置されている。
なお、後述の噴火警戒レベルの引き上げに伴い、2014年6月3日から2017年6月15日までは湯釜の周辺への立ち入りができなくなっていた。

### 噴火警戒レベル
草津白根山では、気象庁が運用を開始した2007年12月1日から噴火警戒レベルが設定されている。群馬県と草津町はレベル1（平常）の段階でも第1次規制として山頂火口の湯釜から半径500メートル以内の立ち入りを制限し、当初は夏場の観光シーズンにのみ規制緩和して火口縁の展望台まで続く歩道を開放していた。
しかし、2009年4月10日に半径500メートル域内のごく小規模な火山灰の噴出などへの警戒を呼びかける噴火予報が発表され、その後火口内で新たな噴気が確認されたことから、2010年4月8日に開催された草津白根山防災会議協議会において、第1次規制の継続と当面の間緩和措置が見送られた。
2014年3月から湯釜周辺で火山性地震が増加し、4月頃からわずかではあるが山体の膨張を示す変動が観測された。その後も様々な火山活動の活発化を示す兆候が現れてきたことを受け、2014年6月3日に気象庁は噴火警報を発表し、噴火警戒レベルを「レベル2（火口周辺規制）」に引き上げた。これを受け、即日群馬県は国道292号の草津町殺生河原駐車場前から嬬恋村万座三叉路までの8.5キロメートルを通行止めとし、草津町と嬬恋村は第2次規制区域内の登山道を立ち入り禁止とした。その後の同年6月14日に規制が緩和され、日中の8:00 - 17:00に限り国道292号の通行は可能になったが、途中山頂の半径1キロ以内を走る2.5キロメートルの区間は駐停車禁止となり、駐車場や売店も閉鎖された。
2017年6月7日には火山活動の低下により噴火警戒レベルが「レベル1（活火山であることに留意）」に引き下げられ、立ち入り規制が湯釜火口の1キロメートル圏内から500メートル圏内に緩和された。これを受けて6月15日に国道292号の規制が解除され、駐車場と売店の営業も再開された。
2018年1月23日午前10時2分頃、本白根山の鏡池北火口から、直前まで目立った予兆もなく噴火し、気象庁は午前11時5分に噴火警戒レベルを「レベル2（火口周辺規制）」に引き上げ、さらに噴石が1キロメートル以上飛んでいることが明らかとなったため午前11時50分には噴火警戒レベルを「レベル3（入山規制）」に引き上げ、警戒範囲を本白根山鏡池付近から2キロメートルとした。この噴火による噴石で1名が死亡、11名が負傷。多数の監視カメラが向けられていた湯釜ではなく、全く監視していない鏡池付近からの噴火であったため、気象庁側は遅れて察知することになった。
2018年1月の噴火を受け、同年3月16日から、気象庁は草津白根山の噴火警戒レベルを本白根山と白根山（湯釜付近）とで分けて発表することにし、これに伴い、白根山（湯釜付近）はレベル1を“継続”という形となった（本白根山はレベル3から2に引き下げ）。本白根山を中心とする規制範囲が縮小されたことで、同年4月20日に湯釜の近くを通る国道292号志賀草津道路の冬季閉鎖が解除された。しかし、翌日夜に湯釜付近での火山活動が活発となり、翌22日付で湯釜付近もレベル2に引き上げられた。これにより、志賀草津道路も冬季閉鎖解除からわずか2日で一部区間が通行止めとなった。
2019年4月19日、道路管理者の群馬県から提示された条件を草津町に厳守させることを条件として志賀草津道路の冬季閉鎖が解除された（噴火警戒レベルは2）。しかし、条件の一つにある『全車を一旦停車させ、安全対応について告知するチラシを配布する』が西側において委託している草津観光公社の独断で一切行われておらず、それに伴って本来禁止されているオープンカーも通行していたことが判明し、4月24日に再び閉鎖された。その後は天候状況を判断しながら解放されていた。5月15日から火山性地震が増えているとして、同18日より再閉鎖、6月1日より再開通。その後も、冬季閉鎖期間を除き、火山性地震および火山性微動が基準値以上観測されるなど火山活動が活発化した場合、数日から数週間程度の通行止め期間を経て活動が沈静化した場合再開通する、という経緯を繰り返している。

## 調査研究
東京工業大学火山流体研究センターは、主に草津白根山を研究対象として、「マグマ中の揮発性成分の挙動」、「火山体内部の熱水系」、「火山ガス放出量の連続測定法」などを研究している。
湯釜の湖水および湖底泥中にはランタノイド系列のセリウム、サマリウム、ジスプロシウム、イッテルビウムなどの元素が比較的高い濃度で含まれ、『偶数の原子番号をもつ元素の存在率は、その前後の奇数の原子番号の元素の存在率よりも大きい』という元素の存在量に関するオッド‐ハーキンスの法則が成り立っている。

## 歴史
ここでは、火山活動を含む当地域についての全ての事象を対象とした全史を取り扱う。火山活動史を第一に表し、それに関係する地域史と関係しない地域史（地域開発史、防災史、火山活動と関係の薄い天災と人災、事件、その他諸々）を第二に表す。

### 火山活動史
3回の活動期に大別される。

#### 先史時代
先史時代における火山活動について解説する。
第1噴火期
57万年前頃。円錐形の松尾沢火山が形成された。中心火道は本白根沢源頭付近。
第2噴火期
37万年前頃からの2〜3万年間。太子火砕流を流出させ、現在の草津白根山の山体がほぼ形成される。
第3噴火期
約1万8000年前からの活動で、白根火砕丘と平兵衛池溶岩を形成。
約1万年前からの主な活動歴は以下の通り。
| 噴火名                 | 年代    | 噴火様式   | 堆積物の種類                   | VEI |
| ---------------------- | ------- | ---------- | ------------------------------ | --- |
| 9L火山砂・香草溶岩噴火 | 8.5ka   | マグマ噴火 | 降下火砕物と溶岩流             | 3   |
| 水釜溶岩円頂丘噴火     | 8.5ka   | マグマ噴火 | 溶岩ドーム                     |     |
| 熊倉軽石噴火           | 5.7ka   | マグマ噴火 | 降下火砕物                     | 2   |
| 本白根火砕丘列噴火     | 3ka     | マグマ噴火 | 水蒸気噴火、降下火砕物、溶岩流 | 4   |
| 弓池マール噴火         | 3ka     | ?          | 火砕物                         |     |
| 13D火山灰噴火          | 2.5ka   | ?          | 降下火砕物                     | 3   |
| 草津湯釜13.7D          | 2ka     | ?          | ?                              | 2   |
| 草津湯釜13.8WL噴火     | 1.999ka | ?          | 降下火砕物                     | 3   |
| 草津湯釜13.9D噴火      | 1.99ka  | ?          | 降下火砕物                     | 2   |
|                        | 1.5ka   | マグマ噴火 |                                |     |

注記：ka=1000年前、西暦2000年を0kaとする。

#### 有史時代
有史時代における重要な火山活動について解説する。広義の草津白根山全体の活動を網羅しているが、山の名称が明記していない場合は、基本的に狭義の草津白根山を指す。
- 1882年（明治15年）8月6日 - 水蒸気噴火（湯釜・涸釜）：降灰[23]
- 1897年（明治15年）7月4日〜8月 - 小規模水蒸気噴火（湯釜）：硫黄採掘所全壊[23]
- 1900年（明治33年）10月1日 - 小規模水蒸気噴火[23]
- 1902年（明治35年）7月〜9月 - 水蒸気噴火（弓池付近）：降灰[23]
- 1905年（明治38年）10月 - 小規模水蒸気噴火[23]
- 1925年（大正14年）1月22日 - 水蒸気噴火：降灰、VEI=2[23]
- 1927年（昭和2年）12月31日 - 小規模水蒸気噴火[23]
- 1928年（昭和3年）1月29日〜31日 - 小規模水蒸気噴火[23]
- 1932年（昭和7年）10月1日 - 水蒸気噴火：降灰、ラハール（火山泥流）：死者2名、山上施設破壊[24]
- 1937年（昭和12年）11月・12月 - 小規模水蒸気噴火：降灰[23]
- 1939年（昭和14年）2月〜5月 - 水蒸気噴火：降灰[23]
- 1940年（昭和15年）4月・9月 - 噴煙[23]
- 1942年（昭和17年）2月2日 - 小規模水蒸気噴火（割れ目）[23]
- 1958年（昭和33年）12月 - 小規模水蒸気噴火（湯釜）
- 1976年（昭和51年）
  - 3月2日 - 小規模水蒸気噴火（水釜）[23]
  - 8月3日 - 本白根山・白根沢で火山ガスにより死者3名[23]
- 1982年（昭和57年）
  - 10月26日 - 小規模水蒸気噴火（湯釜・涸釜）：降灰[23]
  - 12月29日 - 水蒸気噴火（湯釜）：降灰、VEI=1 [23]
- 1983年（昭和58年）
  - 7月26日 - 小規模水蒸気噴火（湯釜）[23]
  - 11月13日 - 水蒸気噴火（湯釜）：降灰[23]
  - 12月21日 - 小規模水蒸気噴火（湯釜・涸釜）：降灰[23]
- 2018年（平成30年）1月23日 - 水蒸気噴火（本白根山・鏡池北火口[25]（鏡池北火砕丘[26]）付近）。噴石により死者1名、負傷者11名[10][27][28]。

### 地域史
- 第二次世界大戦以前、山頂付近では硫黄の採掘が行われていた。1937年（昭和12年）時点では関東硫黄工業の採掘場、飯場があり約200人の鉱夫が稼働していた。同年11月27日には爆発が生じたが、降雪期に入りほとんどが下山していたため被害は無かった[29]。

## 参考画像

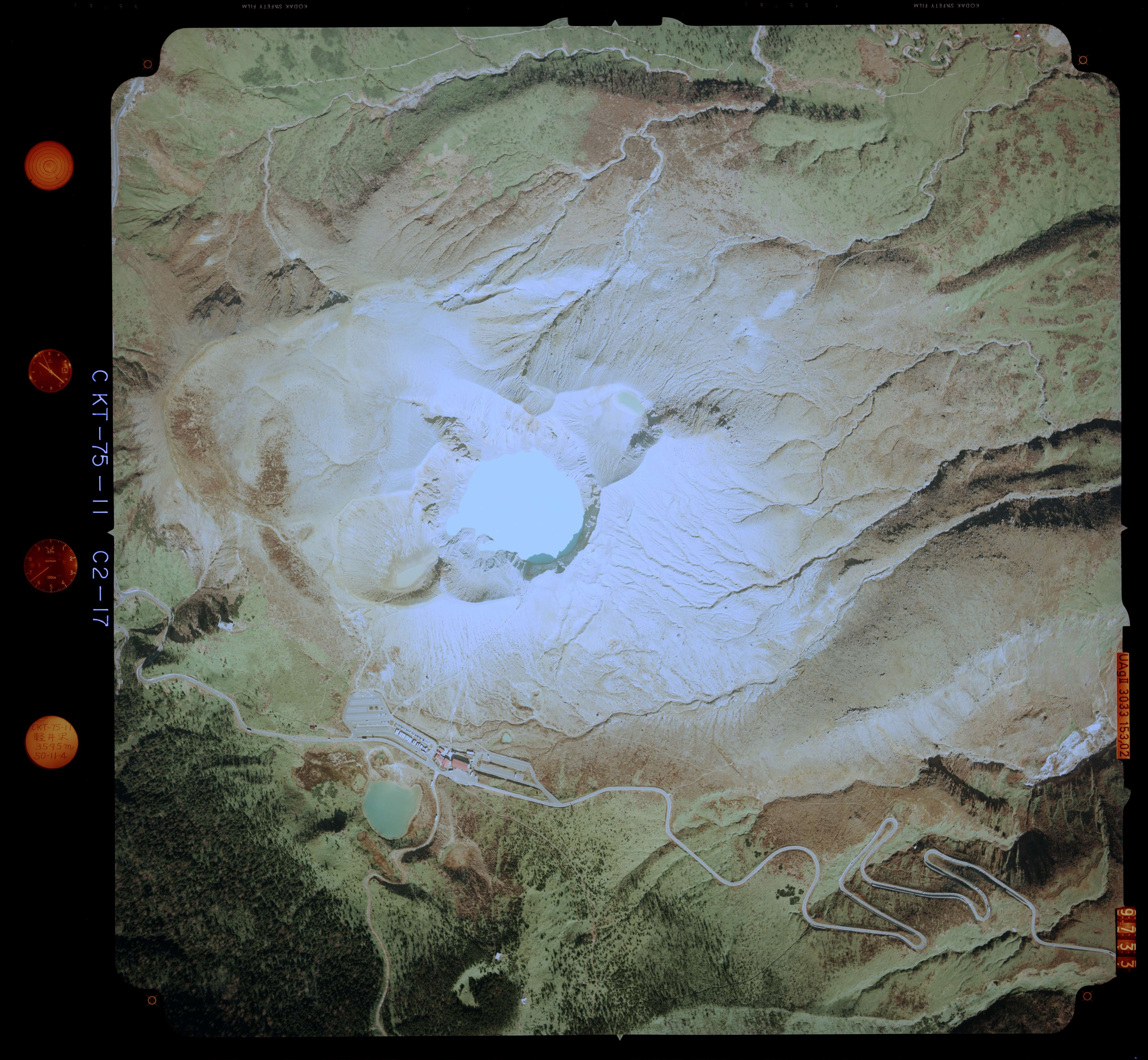
草津白根山湯釜周辺の航空写真。国土交通省 国土地理院 地図・空中写真閲覧サービスの空中写真を基に作成
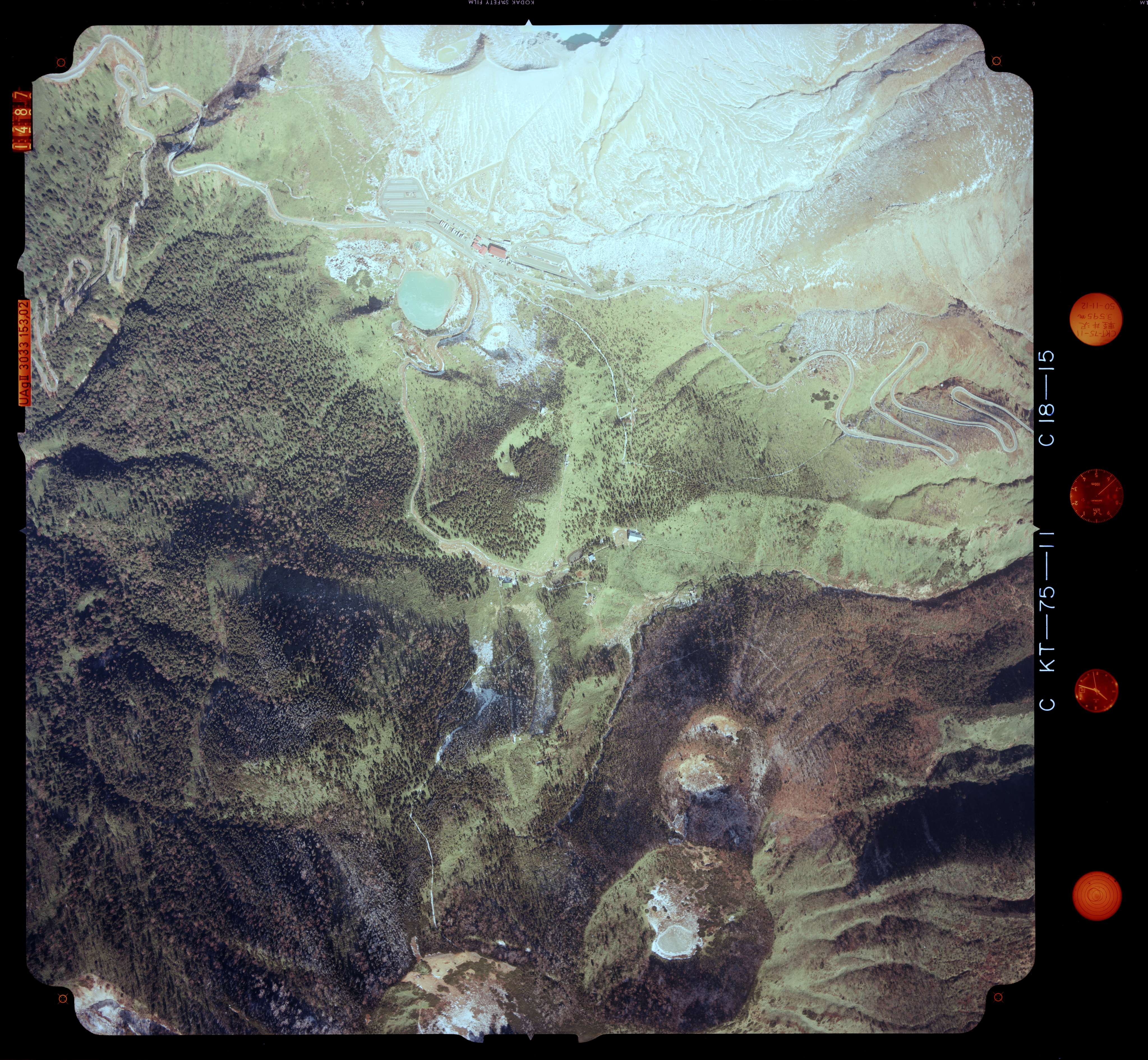
草津白根山逢ノ峰周辺の航空写真。国土交通省 国土地理院 地図・空中写真閲覧サービスの空中写真を基に作成
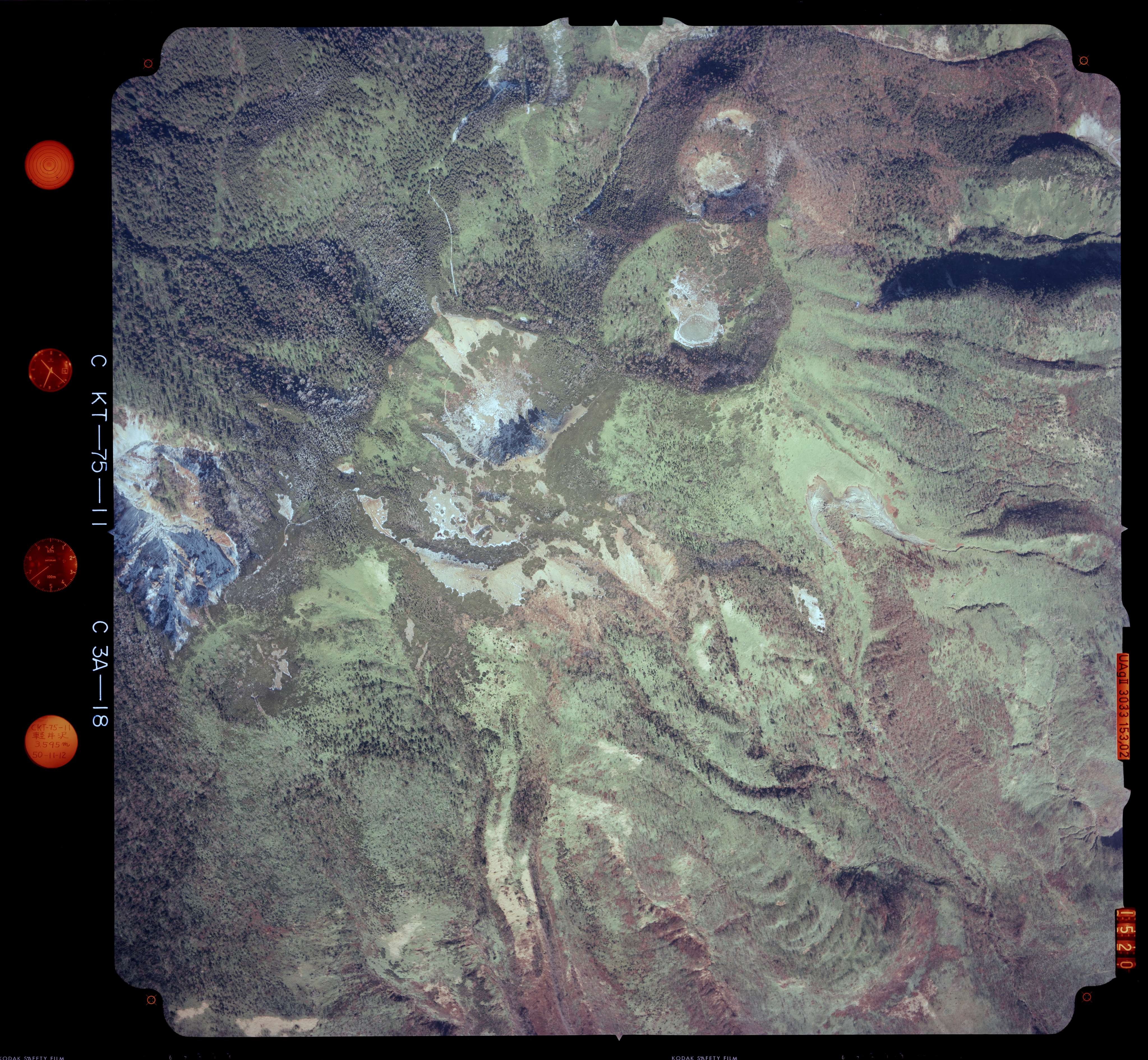
本白根山鏡池周辺の航空写真。国土交通省 国土地理院 地図・空中写真閲覧サービスの空中写真を基に作成
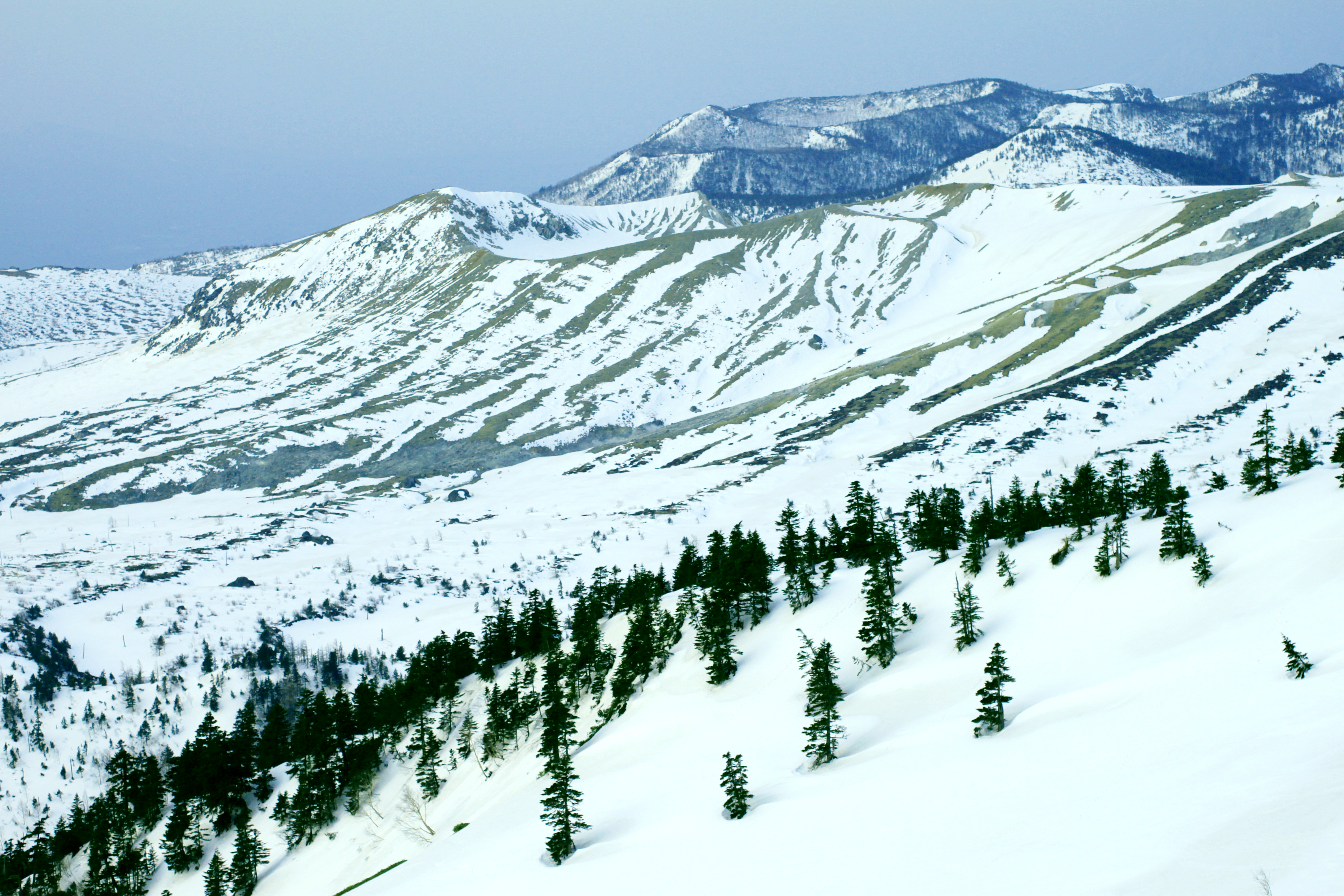
冬の白根山
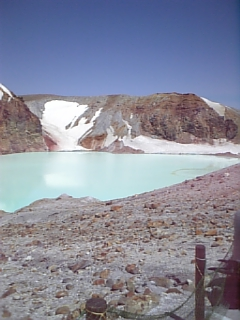
湯釜
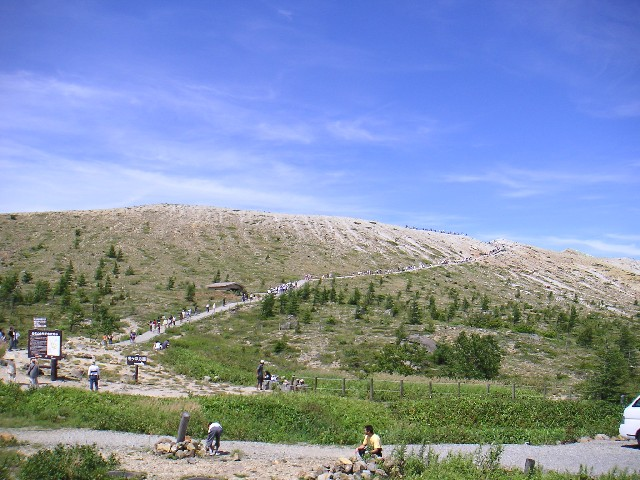
湯釜の麓
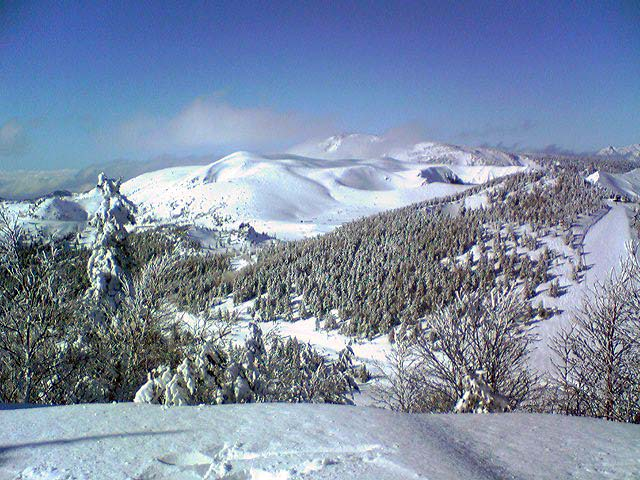
草津国際スキー場山頂から湯釜、横手山方面を望む
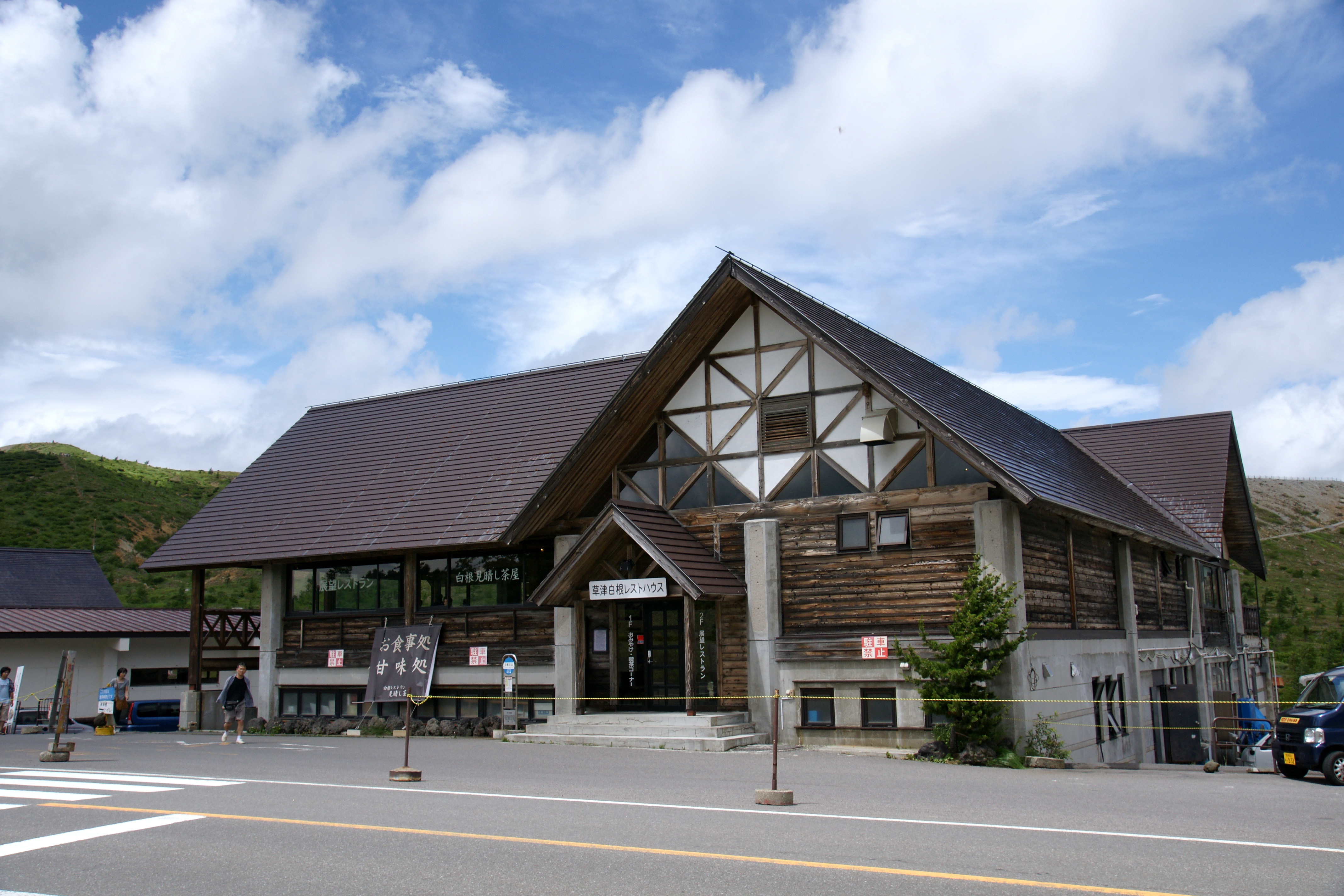
白根山レストハウス
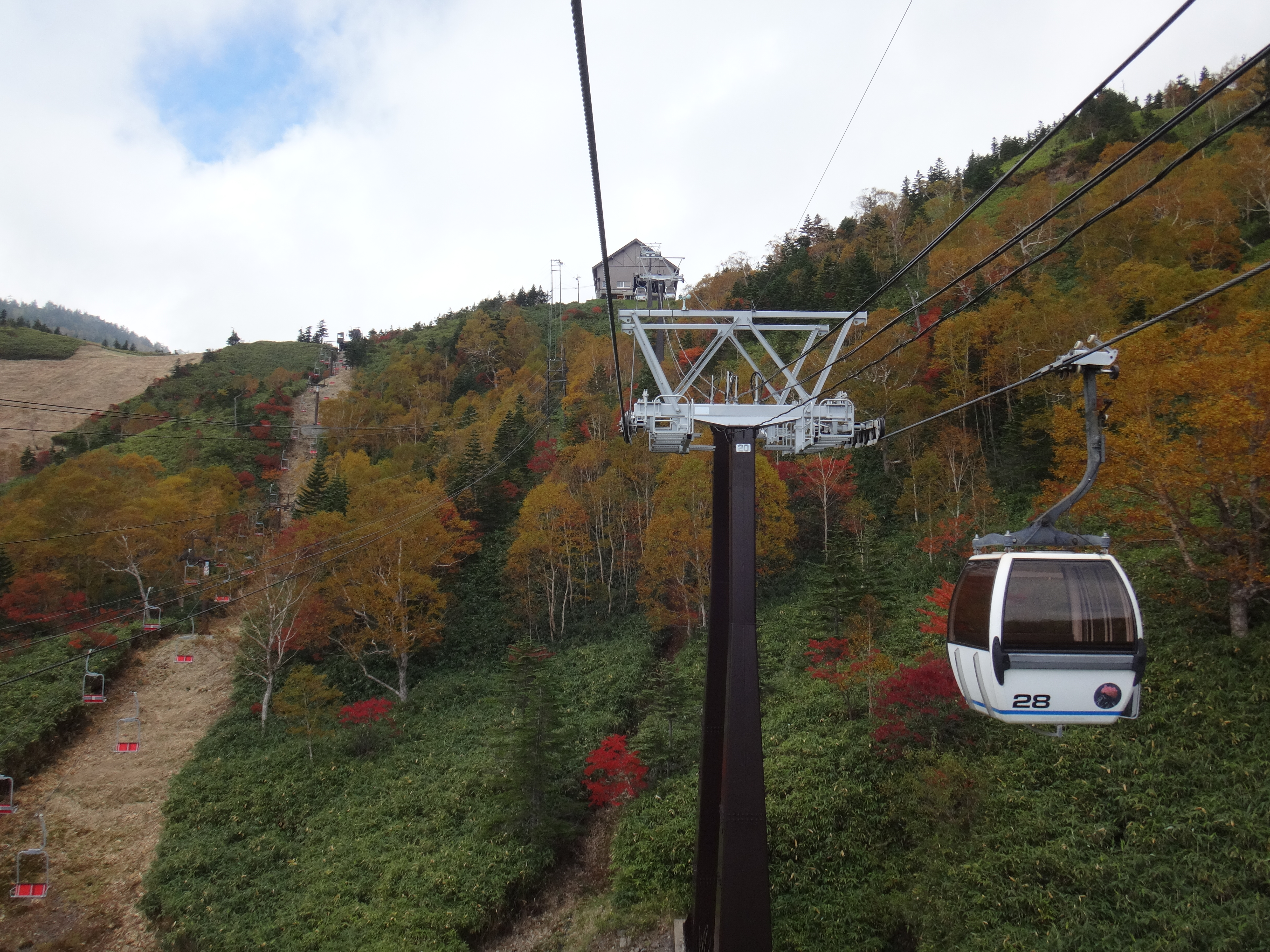
白根火山ロープウェイ
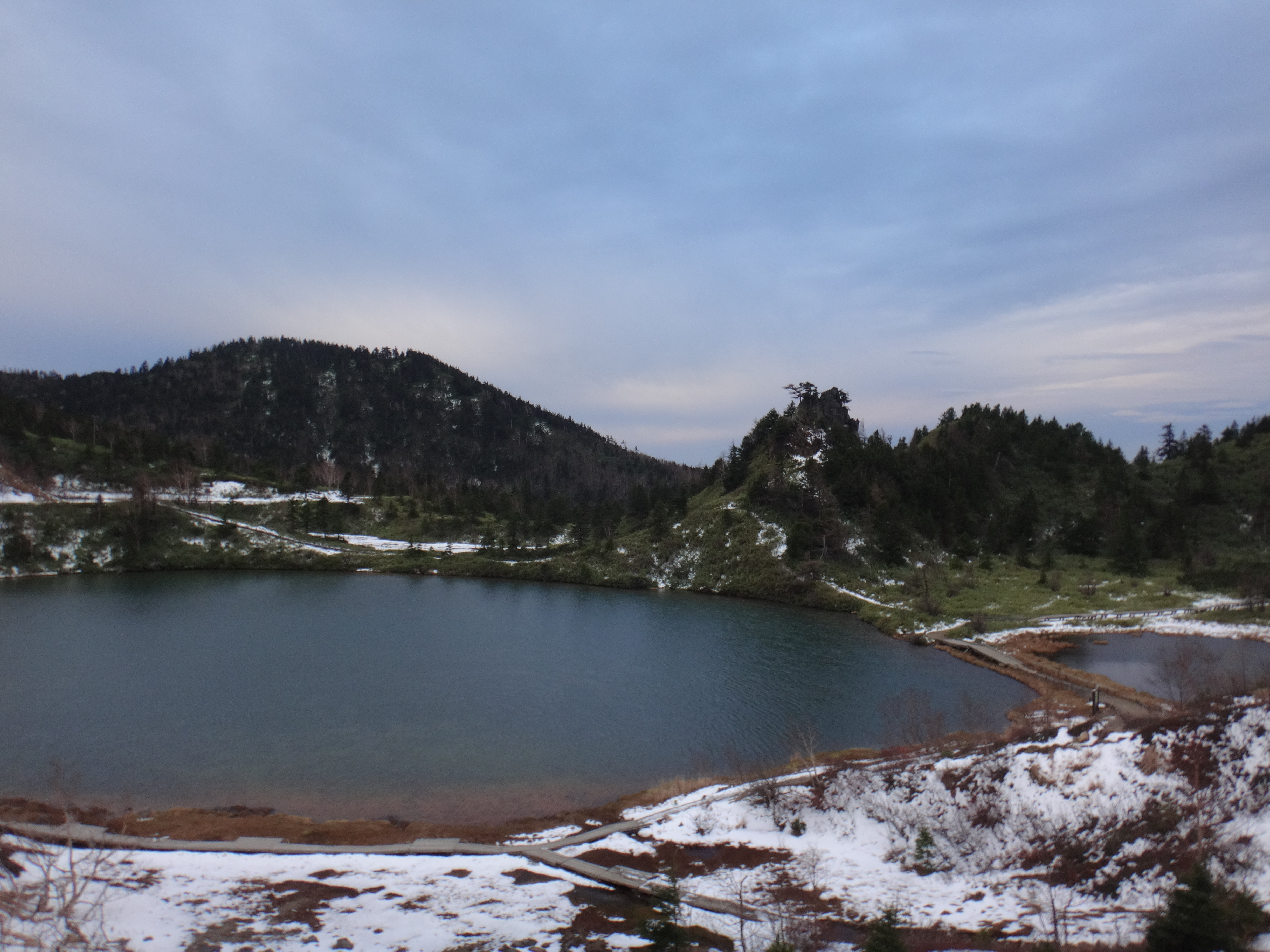
弓池（ビジターセンター付近から）
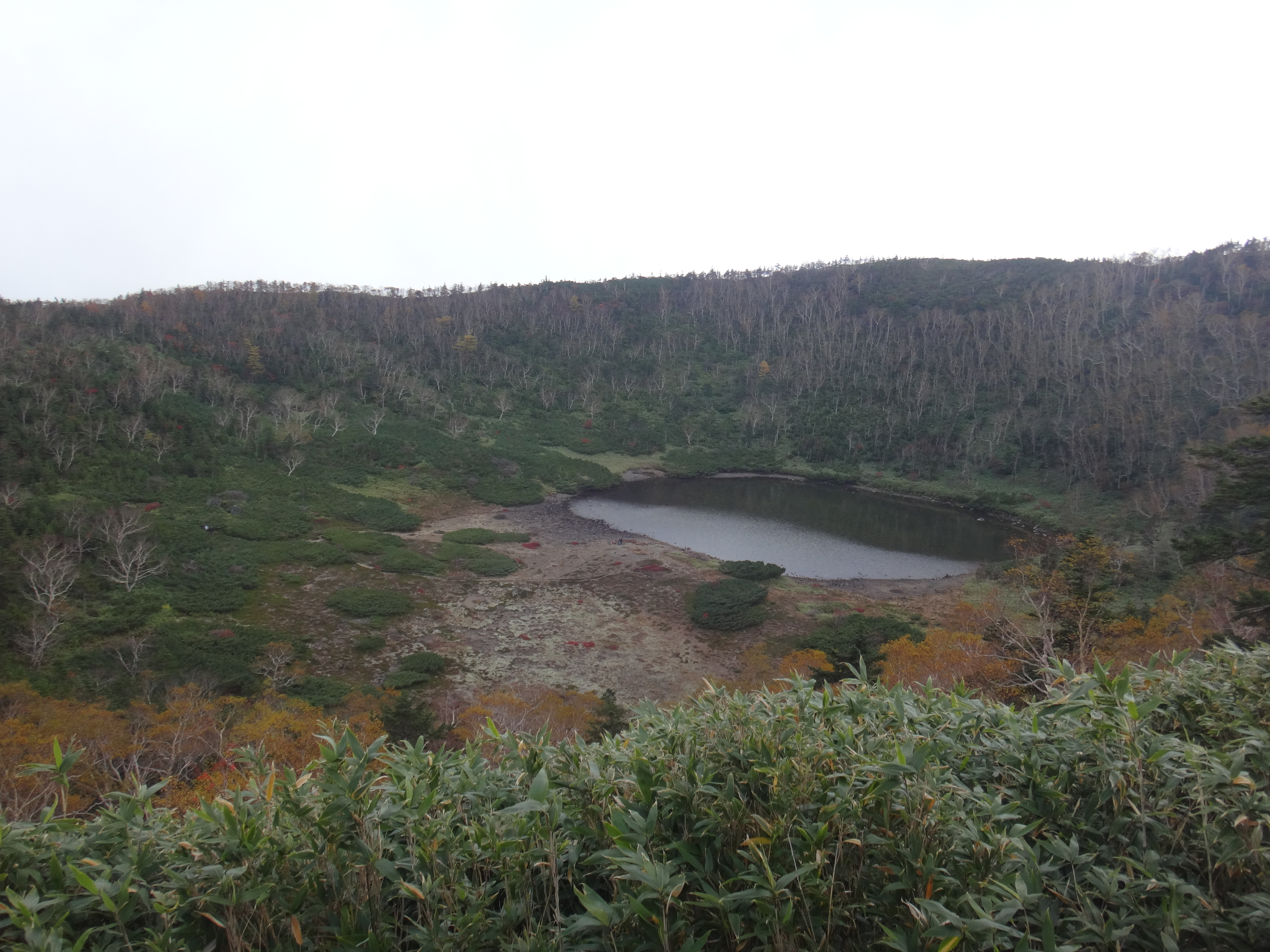
本白根山の鏡池

## アクセス
公共交通機関（白根火山停留所まで）
- 長野電鉄湯田中駅から長電バス白根火山ゆき

（東京方面から）
- 吾妻線長野原草津口駅、草津温泉からジェイアールバス関東白根火山ゆき
- 軽井沢駅・中軽井沢駅・万座・鹿沢口駅から西武観光バス草津温泉ゆき
  - いずれの路線も、火山ガスの濃度が高い場合は白根火山停留所が使用不能となるので注意。

自動車（湯釜まで）
- 国道292号（志賀草津道路）、レストハウスより徒歩10分

## 近隣の山
- 本白根山
- 志賀山
- 横手山
- 万座山